# Абенсбергское сражение
Абенсбергское сражение (нем. Schlacht bei Abensberg) произошло 20 апреля 1809 года во время войны Пятой коалиции между франко-германской армией под командованием Наполеона I и австрийскими войсками во главе с эрцгерцогом Карлом. 
Желая во что бы то ни стало вырвать инициативу у эрцгерцога Карла на начальном этапе кампании 1809 года, император Наполеон объединил свои силы, ранее рассредоточенные под командованием маршала Бертье, и решил перейти в наступление.
После победы маршала Луи-Николя Даву в битве при Тойген-Хаузене, Наполеон решил начать контратаку широким фронтом с намерением обойти силы противника. Предполагая, что австрийская армия, теснимая корпусом Даву, начнет отступать на юг, император сформировал временный корпус Ланна (части III корпуса и резервы легкой и тяжелой кавалерии), который был направлен восточнее Абенсберга в сторону Рора, с задачей перерезать австрийские коммуникации, а объединенные силы Королевства Бавария и королевства Вюртемберг должны были перехватить вражеские войска, направлявшиеся к переправе через Гросс-Лабер по дороге в Ландсхут, куда направлялся IV корпус маршала Андре Массены.

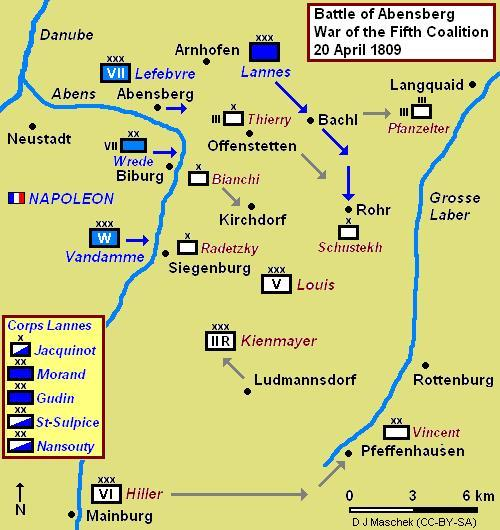
Карта-схема сражения.

Поздно утром Ланн достиг Бахля, вынудив небольшие заградительные силы генерал-майора Йозефа фон Пфанцельтера из II австрийского корпуса отойти на восток. 1-я и 3-я баварские дивизии вместе с резервной дивизией Жозефа Лорана Демона наступали на Оффенштеттен и около 10 часов нанесли поражение небольшому отряду генерала Людвига Риттера фон Тьерри, вынудив его отступить в сторону Бахля, куда Ланн направлялся со стороны север. Тьерри поспешно отступил к Рору, прибыв около 14 часов, но защитник города Винсент фон Шустех-Эрве во главе небольшого отряда V корпуса ничего не мог сделать, чтобы остановить Ланна. 
Далее французский корпус преследовал австрийцев до берегов Гросе-Лабер и достиг реки недалеко от Роттенбурга, где в 16:30 вступил в бой с VI корпусом фон Гиллера, но не смог пересечь реку до наступления темноты. Тем временем вюртембергский контингент и 2-я баварская дивизия под командованием Лефевра и усиленная кавалерийской дивизией генерала Тарро 2-го корпуса маршала Удино нанесли удар по правому крылу 5-го корпуса эрцгерцога Людовика у бродов реки Абенс близ Бибурга. Бригада генерала Фредерика Бьянки, герцога Казаланса, сдерживала их до тех пор, пока около 14:00 не было приказано отступить. Затем V корпус и II резервный корпус двинулись на восток, где заняли другие броды на Лабере возле Пфеффенхаузена.
День закончился тем, что австрийцы едва удержались на линии за рекой Гросе-Лабер. На следующий день Гиллер отошёл к Ландсхуту, отделив левый фланг от основной армии эрцгерцога Карла.
Австрийцы потеряли 2800 человек убитыми и ранеными, плюс 4000 взятых в плен, в то время как французы, вюртембергцы и баварцы насчитывали около 2000 человек убитыми и ранеными. Наполеон, хотя и имел меньше войск (113 000 человек), сумел разделить 160 000 человек противника на две группы. Карл (пять корпусов, включая I и II корпуса к северу от Регенсбурга) был вынужден отойти на восток к Экмюлю, а генерал фон Гиллер (V, VI и II резервные корпуса) в некотором беспорядке на северо-восток к Ландсхуту. В этой ситуации оба полководца были вынуждены в ближайшее время провести два генеральных сражения.